# Ken Anderson (Footballspieler, 1949)
Kenneth Allan „Ken“ Anderson (* 15. Februar 1949 in Batavia, Illinois) ist ein ehemaliger US-amerikanischer American-Football-Spieler auf der Position des Quarterbacks. Er spielte sechzehn Jahre für die Cincinnati Bengals in der National Football League (NFL).
Anderson arbeitete weitere 17 Jahre als Assistenztrainer (davon fünf Jahre als Offensive Coordinator) in der NFL und gewann als Trainer der Quarterbacks mit den Pittsburgh Steelers den Super Bowl XLIII.

## Jugend
Ken Anderson wurde am 15. Februar 1949 in Batavia, Illinois geboren. Sein Vater arbeitete an der Batavia Highschool, wo Ken neben American Football auch Basketball und Baseball spielte und 1967 seinen Abschluss machte. Im Basketballteam spielte er zusammen mit seinem Nachbarn und späterem NBA-Spieler, Dan Issel.

## College
Nach seinem Highschool-Abschluss ging Anderson ans Augustana College – ursprünglich, um dort Basketball zu spielen. Er schaffte jedoch auch den Sprung ins Footballteam und spielte fortan College Football als Quarterback, nachdem er in der Highschool noch als Defensive Back eingesetzt wurde. Zum Ende seiner Collegekarriere hielt er alle zehn Schulrekorde im Passspiel. Auch seine Basketballkarriere war erfolgreich, er erzielte über 1000 Punkte für sein Team.

## NFL
Obwohl Andersons Potential schwer einzuschätzen war (kleines College mit eher schwacher Konkurrenz), wählten die Cincinnati Bengals ihn in der dritten Runde des NFL Drafts 1971 als 67. Spieler aus. Der damalige Assistent des General Managers, Mike Brown, schätze Anderson – gemeinsam mit seinem Bruder Pete – als Zweitrundenpick ein. Nachdem sie den Owner und Head Coach der Bengals, ihren Vater Paul Brown, nicht davon überzeugen konnten, Anderson in der zweiten Runde auszuwählen, gelang es ihnen in der dritten Runde.
In seiner Rookiesaison kam Anderson in elf Spielen zum Einsatz – in vier von Beginn an. Im zweiten Jahr, der Saison 1972, wurde er der Starting-Quarterback der Bengals, bei denen der Trainer der Quarterbacks, Bill Walsh, seine neue West Coast Offense einführte.
In der sogenannten Dead Ball Era („Toter-Ball-Ära“ – eine Zeit historisch niedriger Offensivleistungen) war Anderson einer der wenigen Quarterbacks, der deutlich mehr Touchdowns als Interceptions erzielte. So erzielte beispielsweise Dan Fouts (Quarterback in der Pro Football Hall of Fame und einer der profiliertesten Passspieler) in seinen fünf Jahren in der Dead Ball Era 34 Touchdowns bei 57 Interceptions, während Anderson in seinen sieben Jahren 99 Touchdowns bei 69 Interceptions erzielte.
So führte er auch in der Saison 1974 und in der Saison 1975 die Liga mit dem jeweils besten Quarterback Rating an. Nach den Regeländerungen der Saison 1978 blieb Anderson weiter erfolgreich und führte auch nach den neuen Regeln die NFL in zwei aufeinanderfolgenden Jahren (1981 und 1982) mit dem besten Rating an. Dabei musste Anderson zweimal pro Saison gegen die Defense der Pittsburgh Steelers spielen, die in den 1970ern als Steel Curtain (Eiserner Vorhang) bekannt war und eine der besten Defenses in der Geschichte der NFL war. So ließ die Defense der Steelers in der Saison 1973 nur ein Quarterback Rating von 33,1 bei 11 gegnerischen Touchdowns und 37 Interceptions zu. In der Saison 1974 stieg das gegnerische Rating der Steelers Defense nur auf 44,3, doch Ken Anderson erzielte ein Rating von 109,7 im Heimspiel gegen die Steelers, als er 20 von 22 Pässen anbrachte und dabei 227 Yards Raumgewinn erzielte.
Die Saison 1981 war nicht nur statistisch seine beste Saison (Pässe für 3.754 Yards bei 29 Touchdowns und 10 Interceptions), er wurde auch zum Most Valuable Player (MVP) gewählt und führte die Bengals in den Super Bowl. Nach Siegen in den Play-offs gegen die Buffalo Bills (28:21 in den Divisional Play-offs) und die San Diego Chargers (27:7 im AFC Championship Game – dem Freezer Bowl, in dem er Dan Fouts besiegte) verloren die Bengals im Super Bowl XVI mit 21:26 gegen die San Francisco 49ers um Quarterback Joe Montana und Head Coach Bill Walsh, der in San Francisco seine West Coast Offense perfektionierte und noch zwei weitere Super Bowls mit den 49ers gewann. Trotz der Niederlage stellte Anderson im Super Bowl mit 25 vollständigen Pässen und einer Quote von 73,5 % zwei neue Rekorde auf.
Trotz der Erfolge startete Anderson schlecht in die Saison 1981. Im ersten Spiel gegen die Seattle Seahawks brachte er nur 5 von 15 Pässen an und warf dabei zwei Interceptions, bevor er durch den dritten Quarterback der Bengals, Turk Schonert, ersetzte wurde – der zweite Quarterback, Jack Thompson, war zu der Zeit verletzt. Hinter Schonert als Quarterback gewannen die Bengals – nach 0:21-Rückstand – das Spiel noch mit 27:21. Vor dem nächsten Spiel überzeugte Anderson Head Coach Forrest Gregg davon, ihn wieder spielen zu lassen. Mit Anderson als Quarterback gewannen die Bengals das Spiel gegen die New York Jets mit 31:30. Anderson spielte auch die weitere Saison von Beginn an und führte sein Team in den Super Bowl gegen die 49ers.
In der Saison 1985 wurde Anderson im dritten Spiel der Saison von Boomer Esiason als Starting-Quarterback abgelöst und beendete nach der Saison 1986 seine Karriere als Spieler.

## Trainer
Nach sechs Jahren als Kommentator beim Radio stieg Ken Anderson zur Saison 1993 als Trainer der Quarterbacks der Bengals ins Trainergeschäft ein. Von 1996 bis 2000 war er der Offensive Coordinator der Cincinnati Bengals. Nachdem die Bengals während der Saison 2000 die wenigsten Punkte in der Teamgeschichte erzielten, wurde Anderson wieder zum Trainer der Quarterbacks zurückversetzt. Diese Aufgabe erfüllte er noch zwei Jahre, ehe er zu den Jacksonville Jaguars wechselte. Bei den Jaguars trainierte er von 2003 bis 2006 die Quarterbacks, ehe er zur Saison 2007 zu den Pittsburgh Steelers unter deren neuen Head Coach, Mike Tomlin, als Trainer der Quarterbacks wechselte. Am Ende der Saison 2008 gewann er mit den Pittsburgh Steelers den Super Bowl XLIII.

## Rekorde
Als Ken Anderson seine Karriere beendete, hielt er mehrere NFL-Rekorde, darunter die Serie mit den meisten vollständigen Pässen (20) in Folge, die höchste Passquote (20 von 22 für 90,9 %) in einem Spiel sowie die höchste Passquote (70,6 %) in einer Saison. Ebenso hielt er den Rekord der höchsten Passquote in einem Super Bowl (73,5 %). Viermal erzielte er das höchste Quarterback Rating der Liga (1975, 1976, 1981 und 1982) – als einziger Spieler in zwei aufeinanderfolgenden Saisons in zwei verschiedenen Jahrzehnten. Anderson wurde zum Most Valuable Player und vier Mal in den Pro Bowl gewählt.
Trotz seiner Erfolge wurde Anderson bis heute (2023) nicht in die Pro Football Hall of Fame aufgenommen. Er schaffte es zweimal als Finalist in die letzte Runde der Ausscheidungen und ist nun – da sein letztes Spiel mehr als 25 Jahre zurückliegt – vom Votum des Senior Committee abhängig.

## Privat
Ken Anderson beendete seine Karriere als Footballtrainer 2010 und lebt mit seiner Frau Cristy in Hilton Head, South Carolina. Das Paar hat drei Kinder.
Im Januar 2014 gründete Anderson die Ken Anderson Foundation, eine Stiftung, die sich um Erwachsene mit Entwicklungsstörungen, mit dem Schwerpunkt Autismus, kümmert.